# Illusie

Hermans raster, een optische illusie.

Een illusie is een schijnbare werkelijkheid of een onjuiste interpretatie van de werkelijkheid. Het beeld dat iemand van de werkelijkheid heeft is gebaseerd op diens waarnemingen via de zintuigen en verwerking van deze signalen in de hersenen. Illusies zijn dus gebaseerd op foutieve waarnemingen van reële externe prikkels, in tegenstelling tot hallucinaties.

## Natuurkundige effecten
Een aantal illusies ontstaat door natuurkundige effecten. Bijvoorbeeld een luchtspiegeling (of fata morgana) ontstaat door een temperatuurinversie in de lucht. De schijngestalten van de maan ontstaan doordat we vanaf de aarde meestal maar een deel van de door de zon verlichte zijde van de maan kunnen zien; de rest is donker.
Door het dopplereffect verandert de toonhoogte van het geluid van een voorbijkomende geluidsbron vanwege nadering of verwijdering ten opzichte van de waarnemer.

## Zinsbegoocheling
Van de verschillende mogelijkheden om zintuigen te misleiden zijn visuele illusies het best bekend. Goochelaars en illusionisten brengen schijnbaar onmogelijke dingen tot stand.  Vaak leiden zij de aandacht van de toeschouwers af, om waarneming van de werkelijke activiteiten te voorkomen.
Gezichtsbedrog ontstaat veelal als gevolg van beperkingen van het oog als zintuig. Een tl-buis lijkt continu licht uit te stralen, terwijl deze in werkelijkheid met hoge frequentie flikkert. Een film lijkt een continue verandering van beeld te geven, terwijl het in werkelijkheid een snelle opeenvolging van afzonderlijke beelden is. Gebrek aan voldoende referentiepunten (bijvoorbeeld in een donkere kamer) kan een autokinetisch effect veroorzaken dat de illusie wekt van bewegende objecten die eigenlijk stil staan.
Het zien van sterretjes bij een klap op het oog wordt veroorzaakt doordat de oogzenuw wordt gestimuleerd, maar niet door een lichtsignaal. De hersenen interpreteren elk signaal uit de oogzenuw als visueel, ook als de stimulatie van de zenuw niet door licht wordt veroorzaakt.
Ook apparaten kunnen aan optische illusies lijden: op analoge televisies lijkt het alsof streepjespakken alle kleuren van de regenboog hebben. Dit verschijnsel wordt interferentie genoemd. Cameramensen leren hier rekening mee te houden.
Ook andere zintuigen zijn voor de gek te houden. Een voorbeeld van een akoestische illusie wordt gevormd door de shepardtonen, die een eindeloos stijgende toonhoogte lijken te geven.
In pretparken en op kermissen zorgen onder andere madhouses en spiegeldoolhoven voor illusies.

## Hallucinaties en dromen
Illusies kunnen niet bestaan zonder zintuiglijke waarneming, ze zijn een foutieve interpretatie ervan. Dromen en hallucinaties zijn waarnemingen zonder dat er een externe prikkel aan ten grondslag ligt. Ze zijn slechts schijnbaar afkomstig van een zintuig. Ook drugs kunnen hallucinaties veroorzaken. Een droom is feitelijk een soort verwerking van visuele beelden door de hersenen.

## Filosofisch
Strikt gezien is datgene wat als de werkelijkheid wordt beschouwd slechts een beeld van de werkelijkheid. Er bestaat een filosofische opvatting, het solipsisme, die ervan uitgaat dat alleen de waarnemer bestaat, en dat alle waarnemingen zich uitsluitend in de waarnemer voltrekken. Meestal gaat men er echter van uit dat er zich buiten de waarnemer ook een werkelijkheid bevindt. Er zijn verschillende uitgangspunten om die werkelijkheid te beschouwen, twee belangrijke daarvan zijn wetenschap en religie. Volgens sommigen, met name aanhangers van het Kantianisme, kan het belangrijkste derde uitgangspunt, de filosofie, slechts de uitgangspunten van de andere twee bespiegelen (in respectievelijk de wetenschapsfilosofie en de godsdienstfilosofie). Volgens andere filosofen is het een aparte kenmethode van de werkelijkheid.